# Barbara Sletto
Barbara Sletto (* 30. Juli 1962) ist eine US-amerikanische Komponistin, Musikpädagogin und Chorleiterin.
Sletto studierte Musikpädagogik an der University of St. Thomas in St. Paul mit Schwerpunkt auf der Kodály-Methode. Sie war künstlerische Leiterin des Iowa Youth Chorus, der Des Moines Children’s Choruses, des Anderson Area Children’s Choir und des Lakes Treble Choir of Minnesota und ist Gründerin und Leiterin des Heartland Youth Choir. Als Spezialistin für Jugendchöre wirkte sie als Gastdirigentin bei zahlreichen Chorcamps und Festivals, u. a. als Kinderchorleiterin und Programmdirektorin beim International Music Camp, beim Wisconsin Summer Music Clinic, dem Indiana Choral Director’s Summer Music Institute, dem Virginia Kodaly Summer Music Camp, dem Drake School of Music Summer Camp, dem Heartland Choral Camp und beim International Music Institute. Sletto ist Professorin an der Drake University in Des Moines und leitet den Drake Women’s Chorale. Sie komponierte mehrere Auftragswerke u. a. für den Iowa und Indiana All-State Choir. Ihr Kompositionen wurden bei der Plymouth Music Company, bei Colla Voce Publishing und der Alliance Publishing Company veröffentlicht.